# يان فاليري
يان فاليري (بالفرنسية: Yan Valery)‏، (ولد في 22 فبراير 1999 في فرنسا - ) هو لاعب كرة قدم تونسي في مركز الدفاع. لعب مع نادي ساوثهامبتون.

## وصلات خارجية
- يان فاليري على موقع قاعدة بيانات كرة القدم.إي يو (الإنجليزية)
- يان فاليري على موقع ليكيب (الفرنسية)
- يان فاليري على موقع ناشيونال فوتبول تيمز (الإنجليزية)
- يان فاليري على موقع Soccerbase.com (لاعب) (الإنجليزية)
- يان فاليري على موقع Soccerway.com (الإنجليزية)
- يان فاليري على موقع عالم كرة القدم.نت (الإنجليزية)
- يان فاليري على موقع AS.com (الإسبانية)